# Gymkata
Gymkata je americký film, natočený v roce 1985 režisérem Robertem Clousem. Ačkoli se natáčel v americko-japonské koprodukci, fyzicky vznikal v tehdejší Jugoslávii. Hlavní hvězda Kurt Thomas, byla nominována na Zlatou malinu pro nejhorší objev roku. Časopis Maxim jej ohodnotil jako 17. nejhorší snímek všech dob.

## Děj
Děj se odehrává v imaginární zemi zvané Parmistán, která se má údajně nacházet u Kaspického moře. Hlavní atrakcí této země je gladiátorská podívaná nazvaná jednoduše Hra. Při ní jsou trestanci i dobrovolníci vedeni k tomu, aby prošli určitou trasu, na které však čekají smrtelné nástrahy. Pro trestance je cenou svoboda, pro dobrovolníka možnost žádat Chána (vládce země) o cokoli. Na tuto výpravu se jako dobrovolník Vydává i Jonathan Cabot (Kurt Thomas), novopečený olympijský vítěz v gymnastice. Je tam vyslán americkou vládou, aby v případě úspěchu mohl žádat o rozmístění satelitů na území Parmistánu. Pro úspěch se však musí podrobit těžkému tréninku. Nápomocna mu je i princezna Rubali (Tetchie Agbayani), chánova dcera. Nepřítelem mu však nebude pouze nelítostná Hra, ale chánův armádní velitel Zamir (Richard Norton). Ted má totiž na princezně Rubali svůj zájem, kterého se nehodlá vzdát. Jonathan se musí ve Hře poprat se stěnou smrti, na níž je málem upálen zaživa. Dále se musí překonat hlubokou strž, kde na začátku příběhu zahynul jeho otec. Poslední a nejhorší překážkou tzv. město zatracených. Jde o místo, kam se svážel posledních 900 let největší lidský odpad Parmistánu. Za tu dobu obyvatelstvo města naprosto zdegenerovalo a změnilo se ve zrůdy. V poslední chvíli, kdy už se Jonathan brání z posledních sil značné přesile místních monster, zachrání ho jeden ze strážných. Na klidném místě pak odhalí svou totožnost. Je jím Jonathanův otec plukovník Cabot (Eric Lawson). Na cestě zpět do chánova města jsou napadení Zamirem, který Jonathanova otce zraní. Sám Jonathan se s ním utká a porazí ho. Nakonec po průchodu městem Zatracených, Jonathan nachází lásku, Chánovu náklonnost i smrt protivníka. Závěr filmu je uvozen titulkem, že na území Parmistánu byly instalovány satelity v roce 1985.

## Obsazení
- Jonathan Cabot — Kurt Thomas
- Princezna Rubali — Tetchie Agbayani
- Zamir — Richard Norton
- Paley — Edward Bell
- Gomez — John Berrett
- Hao — Conan Lee
- Thorg — Bob Schott
- Chán Parmistánu — Buck Kartalian
- Colonel Cabot — Eric Lawson

## Zajímavosti
Film má vesměs renomé díla, které je kultovní svou nedotažeností. Na mnoha festivalech bývá prezentován jako vzorový příklad jak se nemají natáčet filmy.
Díky amatérskému pojetí se v záběrech filmu objevují předměty, které by neměly být vidět. Při bojových scénách jsou často vidět žíněnky, na kterých se zápasí.
Slovo Gymkata má prezentovat styl, jakým Jonathan Cabot bojuje. Má jít o kombinaci východních bojových umění a gymnastiky.
Ve filmu má systém raket název Star Wars. Jednalo se o skutečný systém, který východ i západ budoval mimo svá výsostná území, tedy ve spřátelených zemích.[zdroj⁠?!]
Kurt Thomas byl jako gymnasta úspěšný, olympiádu v roce 1980 v Moskvě Západ bojkotoval. V roce 1992 v Barceloně se pokoušel o comeback, ale nedostal se do amerického výběru.
Režisér Robert Clouse natáčel i s Brucem Lee. Jeho nejslavnějším filmem je Drak přichází (1973)